# Legio XXVI
La Legio XXVI (en español, "Vigésimosexta legión") de César fue una unidad militar romana de finales del período republicano, cuyo origen está ligado al inicio de la guerra civil, cuando fue constituida por emisarios de Cayo Julio César a principios de 49 a. C. Es una de las cinco legiones, junto con las legiones XXV, XXVIII, XXIX y XXX alistadas entre los ciudadanos itálicos. Más tarde, una de estas legiones pasaría a llamarse "Legio Martia", según afirmó el erudito británico Lawrence Keppie.

## Historia
Su formación está vinculada al estallido de la guerra civil. Estaba formado por emisarios de César con ciudadanos romanos enmarcados por expertos soldados de la Legio X que habían combatido en la Galia.
La "Legio Martia" sirvió a César hasta los idus de marzo. Probablemente fue una de esas legiones que participaron bajo el mando de uno de los legados de César, Cayo Trebonio, en el sitio de Massilia entre el 19 de abril  y el 6 de septiembre de 49 a. C. Más tarde, también participó en la campaña de César en África y en la victoriosa batalla de Tapso el 4 de abril de 46 a. C.
Tras la muerte del dictador el 15 de marzo del 44 a. C., se puso al lado de Octavio y luchó junto a él en la batalla de Filipos contra los cesaricidas en 42 a. C. Es posible que en el 41 a. C. fuera enviado a la ciudad de Luca bajo el mando de L. Memio, como prefecto de las legiones XXVI y VII, para instalar como colonos a algunos veteranos de estas unidades militares.
Tras la reorganización augusta de todo el ejército romano, la Legio XXVI fue disuelta entre los años 30 y 14 a. C., durante los cuales fueron dados de baja entre 105 000 y 120 000 veteranos. Algunos de sus veteranos se instalaron en Luca y otros en Gerace Marina.